# 加拿大—德國關係

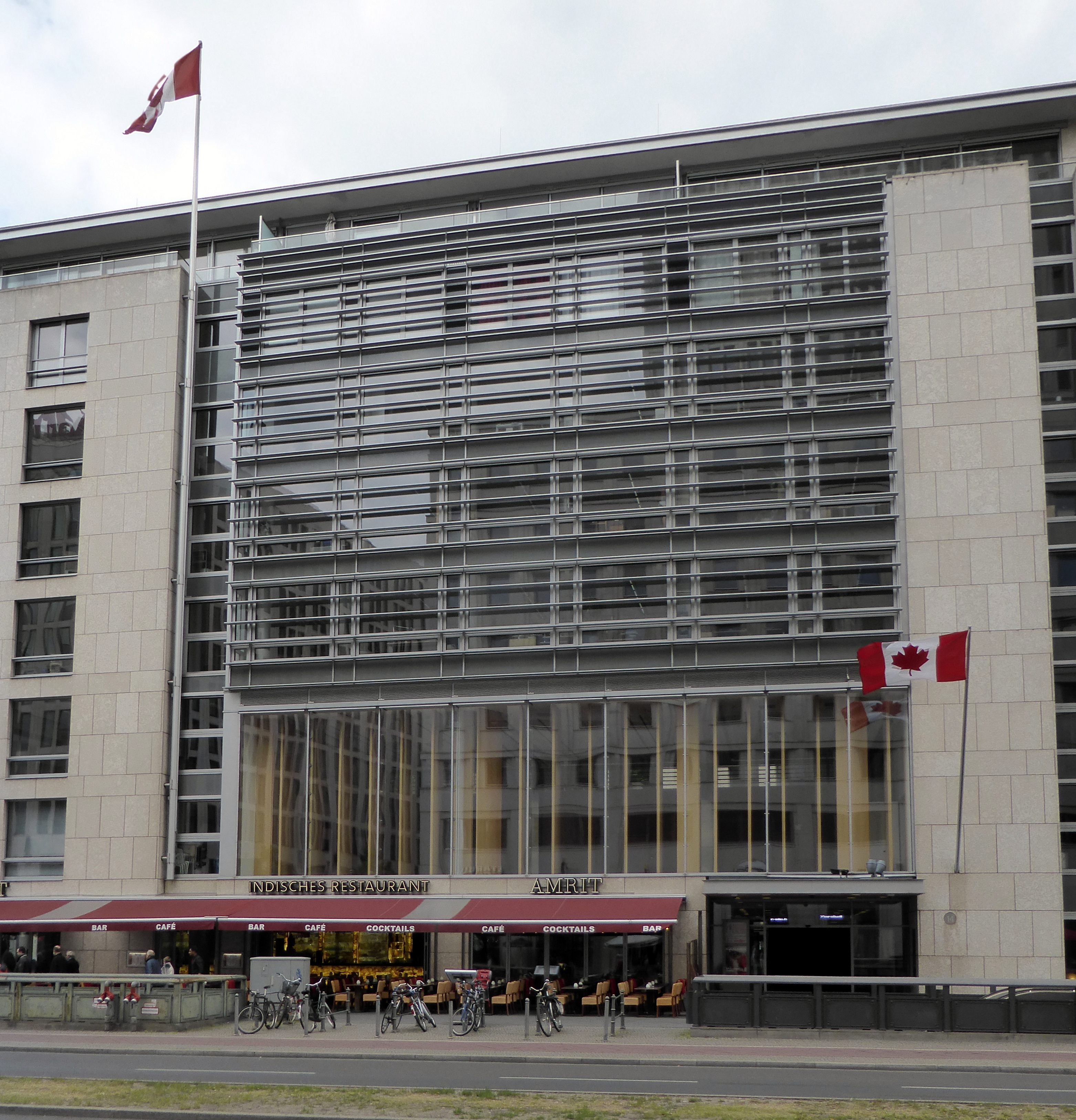
位於柏林的加拿大驻德國大使馆

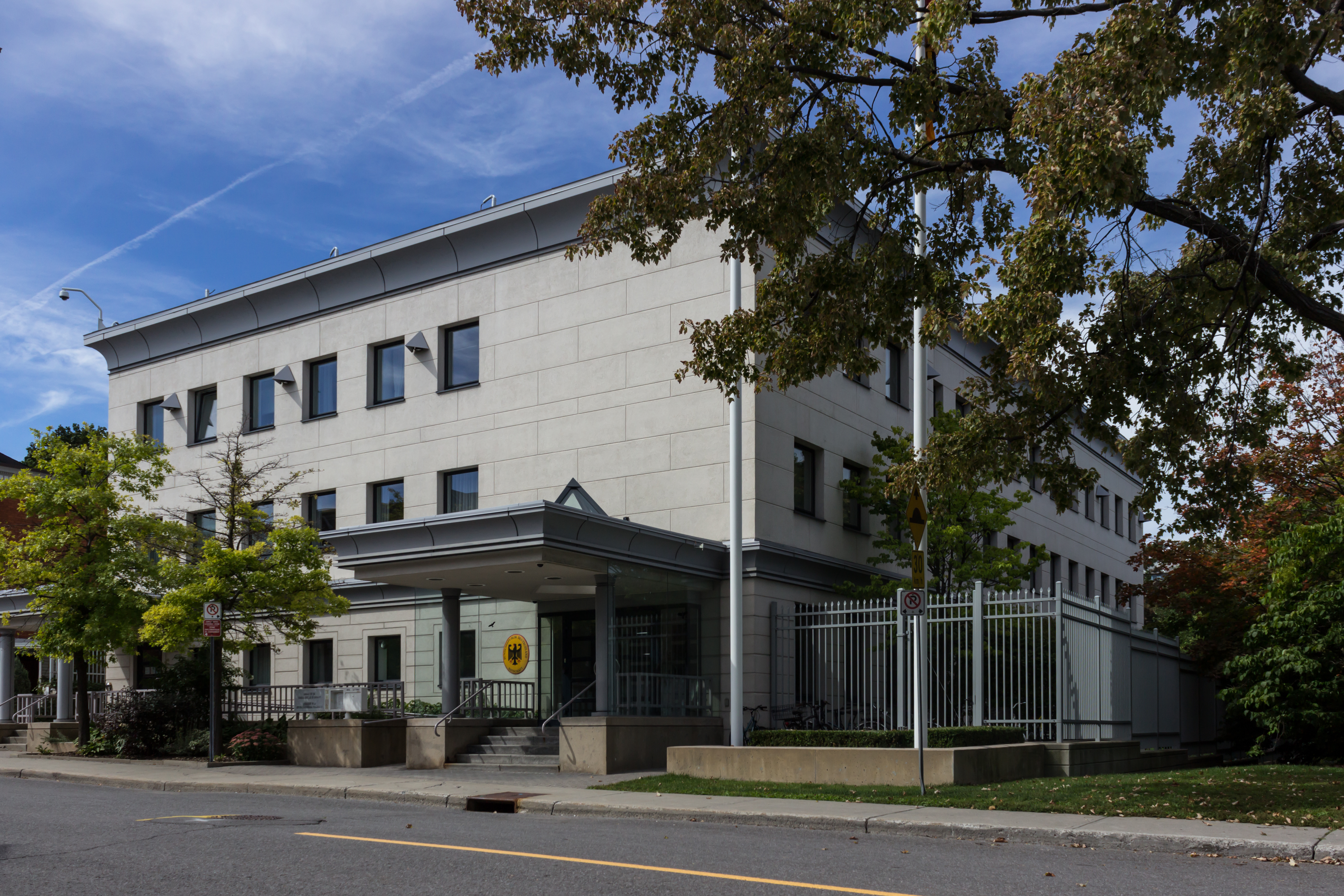
位於渥太華的德國駐加拿大大使館

加拿大—德國關係是指加拿大与德国之间的外交关系。这两个国家都是北大西洋公约组织和七大工業國組織成员。

## 历史

### 1776年之前
1663年至1763年间，许多德国移民前往新法蘭西定居。英国征服新斯科舍之后，又有許多德國人來到當地定居。

### 1776年至1900 年
美國革命后，許多效忠於大英帝國的德裔移民離開美國前往加拿大定居。

### 1900年至今
20世纪初，英國為了遏制德國，便決定將部署於加拿大的海軍調離至本國海域防衛。 德意志帝国海军因此一度計劃攻擊加拿大。 
1908年至1909年，加拿大出现亲英情绪和反德情绪。有人呼吁要援助祖國英國。 由罗伯特·莱尔德·博登领导的反对派保守党要求加拿大當局向英國皇家海軍捐款，但一要求被自由党籍的加拿大总理威爾弗里德·洛里埃。1909年8月，英国敦促加拿大人建立自己的海军。1910年5月4日，加拿大皇家海军成立。 然而新的加拿大皇家海军只有两艘巡洋舰，一艘部署於大西洋沿岸，另一艘部署於太平洋沿岸。德意志帝国海军負責人向德意志皇帝表示，加拿大皇家海军對德意志帝国海军來說完全没有威胁。 
1914年8月1日，德国入侵比利时，英国向德國宣战。许多加拿大境內的德国人逃到美国。 
巴黎和会召開後，由加拿大总理罗伯特·莱尔德·博登率领的加拿大代表团出席巴黎和会。在巴黎和会上，加拿大支持英国方面向德國提出的索賠。 
威廉·莱昂·麦肯齐·金擔任加拿大總理期間认为《凡尔赛条约》对德国过于苛刻，並認為條約需要修改。 1937年6月，威廉·莱昂·麦肯齐·金首次访问德国。威廉·莱昂·麦肯齐·金能说一口流利的德语。 麦肯齐·金于1937年6月19日在柏林会见了阿道夫·希特勒。 威廉·莱昂·麦肯齐·金称赞希特勒是一个热情、有爱心的人、真诚的人、真正的爱国者，他還表揚希特勒关心普通民众。 
1939年7月，威廉·莱昂·麦肯齐·金写信给希特勒，呼吁他不要發動世界大战。 
1933年至1939年间，加拿大只接受了2000名来自德国的难民。 

#### 第二次世界大战
在英国国王向德国宣战一周后，加拿大同樣對德國宣戰。 
加拿大派兵前往意大利和西北欧戰場作戰。在二戰期間加拿大有42,000人陣亡，另有55,000人受伤。 
1946年5月，威廉·莱昂·麦肯齐·金宣佈從欧洲撤軍。 

#### 战后
朝鲜战争爆發後，許多國家擔心蘇聯趁機進攻西德。1951年1月16日，北大西洋公约组织欧洲盟军最高司令德怀特·艾森豪威尔访问渥太华。 之後加拿大政府決定向西德派駐两个师。  不過最终出于成本等原因，加拿大只向西德派出了一個旅。 
1957年，欧洲经济共同体成立，並且該組織的成員國開始實施贸易保护主义政策，這使得加拿大方面感到不滿，加拿大方面認為欧洲经济共同体施加的关税使得加拿大商品在欧洲经济共同体市场上没有竞争力。 鉴于加拿大已向西德派出了一支旅，许多加拿大官员向美國表示欧洲经济共同体应降低来自北美的商品关税。  1958年，加拿大驻西德大使向西德总理康拉德·阿登纳提交了一份抗議信，加拿大方面在信中表示反对欧洲经济共同体的貿易保护主义政策。  1959年加拿大国防部长访问波恩期间，加拿大国防部长表示除非欧洲经济共同体降低其对加拿大商品施加的关税要否則加拿大的一支旅將撤出西德。  1969年4月3日，加拿大总理皮埃尔·特鲁多表示加拿大在欧洲部署的部队將削减50%。 
1975年，赫尔穆特·施密特承诺游说欧洲经济共同体以降低該組織对加拿大商品征收的关税；皮埃尔·特鲁多則承诺若欧洲经济共同体降低關稅，加拿大會在北约方面投入更多资金。 皮埃尔·特鲁多擔任加拿大總理期間加拿大陆军购买了128辆西德制造的豹式坦克。1975年8月1日，加拿大与東德建立外交关系。
1991年9月17日，加拿大国防部长表示加拿大将在1995年之前撤出該國在德国部署的旅，除非德国人希望该旅留下。 最终所有加拿大军队于1993年7月30日离开德国。 

## 領事館
德國除了在渥太华設有大使馆外，还在多伦多、蒙特利尔和温哥华设有领事馆。

## 人口
10%的加拿大人声称拥有德国血统。